# NBA-Draft 1958
Der NBA-Draft 1958 war eine Veranstaltung der nordamerikanischen Basketballliga NBA, bei der die Teams der Liga die Rechte an verfügbaren Nachwuchsspielern erwerben konnten. Meistens kommen die gedrafteten Spieler direkt vom College, aber auch aus Ligen außerhalb Nordamerikas und früher auch von der High School.

## Draft
Der NBA-Draft 1958 war der 12. Entry Draft der National Basketball Association (NBA). Er fand am 22. April 1958 vor der Saison 1958/1959 in New York City statt und bestand aus 17 Runden mit 88 Spielern. Gelistet sind hier die ersten beiden Runden:
| Runde | Pick | Spieler         | Position | Nationalität | Team                  | College        |
| ----- | ---- | --------------- | -------- | ------------ | --------------------- | -------------- |
| T     | –    | Guy Rodgers     | G        | USA          | Philadelphia Warriors | Temple         |
| 1     | 1    | Elgin Baylor    | F        | USA          | Minneapolis Lakers    | Seattle        |
| 1     | 2    | Archie Dees     | F/C      | USA          | Cincinnati Royals     | Indiana        |
| 1     | 3    | Mike Farmer     | F        | USA          | New York Knicks       | San Francisco  |
| 1     | 4    | Pete Brennan    | F        | USA          | New York Knicks       | North Carolina |
| 1     | 5    | Connie Dierking | F/C      | USA          | Syracuse Nationals    | Cincinnati     |
| 1     | 6    | Dave Gambee     | F        | USA          | St. Louis Hawks       | Oregon State   |
| 1     | 7    | Bennie Swain    | F        | USA          | Boston Celtics        | Texas Southern |
| 2     | 8    | Steve Hamilton  | F/C      | USA          | Minneapolis Lakers    | Morehead State |
| 2     | 9    | Vernon Hatton   | G        | USA          | Cincinnati Royals     | Kentucky       |
| 2     | 10   | Barney Cable    | F        | USA          | Detroit Pistons       | Bradley        |
| 2     | 11   | Joe Quigg       | F/C      | USA          | New York Knicks       | North Carolina |
| 2     | 12   | Lloyd Sharrar   | C        | USA          | Philadelphia Warriors | West Virginia  |
| 2     | 13   | Hal Greer       | G/F      | USA          | Syracuse Nationals    | Marshall       |
| 2     | 14   | Hub Reed        | F/C      | USA          | St. Louis Hawks       | Oklahoma City  |
| 2     | 15   | Jimmy Smith     | F        | USA          | Boston Celtics        | Franciscan     |